# Venise sous la neige (pièce de théâtre)
Pour les articles homonymes, voir Venise sous la neige.
Venise sous la neige est une comédie en un acte de Gilles Dyrek créée le 10 juin 2003 au Théâtre de la Pépinière Opéra.

## Argument
Christophe a croisé le matin même un ancien copain de la fac, Jean-Luc, futur marié, qui, trop heureux d'avoir retrouvé cet ami de l'époque "qui imitait super bien les profs!" s'empresse de l'inviter à dîner. Mais, pour on ne sait quelle raison, lorsque Christophe arrive avec sa copine Patricia, celle-ci lui fait la tête et semble bien décidée à ne pas ouvrir la bouche. Fruit de son mutisme, Jean-Luc et Nathalie, sa future femme, très naïfs, la prennent pour une étrangère. Trop contente d'avoir provoqué un tel malentendu, Patricia se prend au jeu, et entretient le quiproquo, s'inventant alors un pays et une langue imaginaires. Dès lors, les rouages de ce canular improvisé se mettent en route, et personne ne contrôle plus rien.

## Distribution à la création
- Patricia : Séverine Debels
- Christophe : Eric Mariotto
- Nathalie : Emilie Colli
- Jean-Luc : Xavier Martel

## Distribution 2011
- Patricia : Alexandra Sarramona
- Christophe : Benjamin Boyer
- Nathalie : Christelle Reboul
- Jean-Luc : Olivier Mag

La pièce a été produite par Artemis Diffusion, Pascal Héritier au théâtre Tête d'Or à Lyon puis en tournée en France. La dernière représentation a eu lieu au théâtre du Casino du Val-André le 16 décembre 2011.
La pièce a été produite aussi à Madrid (Espagne) au Théâtre Lara entre le 24 août 2010 et le 15 janvier 2012 avec un succès considérable.

## Équipe technique
- Mise en scène : Thierry Lavat assisté de Clément Koch
- Décors : Stéfanie Jarre
- Costumes : Mélisa Léoni
- Lumières : Lilian Blaise
- Musique : François Peyrony